# Запотоцкий, Ладислав
Ладислав Запотоцкий (чеш. Ladislav Zápotocký-Buděčský, 12 января 1852, Прага — 16 декабря 1916, там же) — деятель чешского рабочего и социалистического движения, один из первых пропагандистов марксизма в Чехии и основателей Чехословацкой социал-демократической рабочей партии, журналист и переводчик, редактор. Отец коммунистического лидера Антонина Запотоцкого
Родился в семье портного. В 1873 году возглавлял забастовочное движение портных. Сотрудничал в журнале «Дельницке листы» («Dělnicke listy»). В 1874 вместе с И. Б. Пецкой основал газету «Будущее» («Budoucnost»), редактором которой был с начала 1876 до октября 1881 годов. Кроме того, был ответственным редактором немецких социалистических газет «Arbeiterfreund» и «Sozialpolitische Rundschau», которые издавались для немецких рабочих Северной Чехии.
Перевёл на чешский язык ряд работ основоположников марксизма. Один из руководителей подготовительного комитета по организации учредительного съезда Социал-демократической рабочей партии Австрии в Нёйдёрфле (1874). Затем делегат съезда СДПА в Мархегге (1875) и в Ацгерсдорфе (1877). В 1878 году один из организаторов Бржевновского учредительного съезда Чехославянской социал-демократической партии в пражской таверне «Hostinec U Kaštanu». Отбыв за политическую деятельность тюремное заключение в октябре 1881 — январе 1884 годов, был выслан в деревню Заколани (Кладненский округ). С 1900 года вновь в Праге, где возглавил профсоюз железнодорожников. В 1906 году окончательно отошёл от общественно-политической деятельности из-за болезни.